# Schefflera altigena
Schefflera altigena är en araliaväxtart som beskrevs av David Gamman Frodin. Schefflera altigena ingår i släktet Schefflera och familjen araliaväxter. Inga underarter finns listade.